# Cavalcata (film)
Cavalcata (Cavalcade) è un film del 1933 diretto da Frank Lloyd e interpretato da Diana Wynyard e Clive Brook, basato sull'omonima opera teatrale di Noël Coward andata in scena la prima volta a Londra nel 1931.
Ricevette quattro candidature ai premi Oscar ottenendo quelli per il miglior film, miglior regista e migliore scenografia.

## Trama
Jane e Robert Marryot, una coppia dell'alta borghesia londinese, si apprestano a brindare all'inizio del 1900 insieme ai figli Joe e Edward e ai domestici Alfred ed Ellen Bridges. Nonostante i festeggiamenti, Jane e Ellen sono preoccupate perché presto i loro mariti partiranno come volontari per servire nella seconda guerra boera. Dopo la partenza di Robert, Jane continua la sua vita grazie al sostegno emotivo dell'amica Margaret Harris. Mentre stanno assistendo a un'operetta a teatro, lo spettacolo viene interrotto dall'annuncio che le truppe britanniche hanno trionfato nell'assedio di Mafeking, provocando l'entusiasmo del pubblico. Robert e Alfred tornano a casa per la gioia delle loro famiglie. Robert viene nominato cavaliere per il suo servizio mentre Alfred annuncia alla moglie di aver comprato un pub a Londra e che presto lasceranno il servizio e si trasferiranno in un appartamento insieme alla figlia Fanny. Durante i festeggiamenti per il ritorno dei due uomini giunge la notizia della morte della regina Vittoria.
Passano gli anni e le cose per i Bridges non vanno come sperato. Nel 1908 Alfred è ormai diventato un alcolista e ciò ha compromesso la gestione del pub e il pagamento dell'affitto dell'appartamento in cui vive con la sua famiglia. Un giorno Ellen riceve la visita di Jane e suo figlio Edward, che ora è studente a Oxford. Ellen non dice ad Alfred della visita e cerca di nascondere a Jane i problemi che la affliggono, ma Alfred si presenta completamente ubriaco e reagisce in modo sgarbato alle gentilezze di Jane gettando via la bambola che la donna aveva portato per Fanny. La bambina scappa per strada inseguita da Alfred, che viene fatalmente investito e ucciso da un carro dei pompieri. Trascorso un anno, il 25 luglio 1909 Ellen e Fanny incontrano di nuovo la famiglia Marryot al mare, dove assistono allo storica trasvolata di Louis Blériot sulla Manica. Ellen spiega a Jane che lei e Fanny vivono dei proventi del pub, ora di sua proprietà. Fanny è diventata una ballerina e cantante di talento mentre Edward ha dichiarato il suo amore alla compagna di giochi d'infanzia Edith, la figlia di Margaret Harris. Tre anni dopo, nell'aprile 1912 Edward ed Edith si sono sposati e stanno trascorrendo la luna di miele sul lussuoso transatlantico RMS Titanic, dove troveranno la morte in seguito al tragico affondamento.
Nel 1914 scoppia la prima guerra mondiale e Robert e Joe Marryot si arruolano entrambi, pensando che il conflitto finirà entro pochi mesi. Durante un congedo, Joe torna a Londra e vede Fanny Bridges in un nightclub nel quale si esibisce. La ragazza lo riconosce e, mentre assistono dal tetto del locale a un raid aereo degli Zeppelin, tra i due nasce un legame affettivo. Joe sopravvive ai successivi quattro anni di guerra e trascorre la maggior parte del tempo libero con lei, all'insaputa dei suoi genitori, ma quando le propone di sposarlo Fanny appare esitante a causa delle loro differenti classi sociali. Subito dopo l'annuncio dell'armistizio Ellen scopre la storia d'amore tra i due ragazzi e la rivela a Jane che ne rimane sorpresa. Lo stesso giorno Jane riceve un telegramma che la informa che Joe è stato ucciso in battaglia. Affranta dal dolore, la donna attraversa tristemente le celebrazioni dell'armistizio a Trafalgar Square.
Negli anni successivi il mondo continua a cambiare. La vita quotidiana diventa ancora più caotica ma alcuni sostengono che l'umanità lavori per la pace. Ormai anziani, alle soglie del 1933 Jane e Robert mantengono la loro tradizione di celebrare il nuovo anno con un brindisi al futuro. Nella strada sottostante, la gente festeggia cantando Auld Lang Syne che annuncia il nuovo anno.

## Produzione
Per la cessione dei diritti cinematografici dell'opera e dei brani protetti da copyright Noël Coward ricevette dalla Fox Film Corporation 100.000 dollari, una delle cifre più alte pagate per una proprietà letteraria in quel momento. Il regista Frank Borzage iniziò i preparativi per dirigere il film nel marzo 1932, dopo aver completato Young America con Spencer Tracy, e pianificò di lavorare direttamente con Coward. Nella sua autobiografia, il commediografo ha affermato di aver incontrato i funzionari della Fox a Hollywood ma di non essere stato coinvolto nella produzione. La Fox inviò Borzage a Londra con il suo assistente e una troupe per filmare l'opera teatrale.

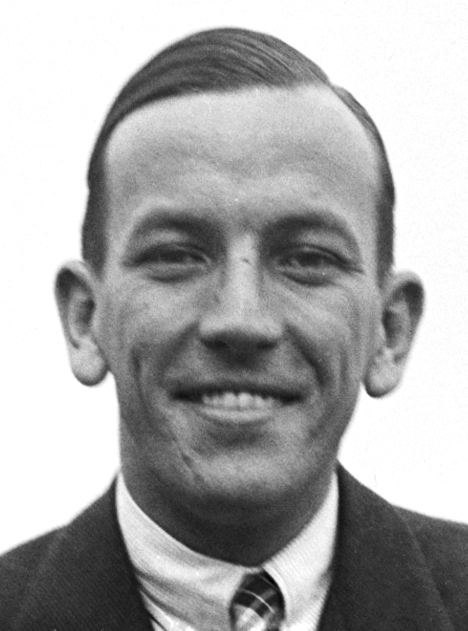
Il commediografo
Noël Coward

Il film avrebbe dovuto essere prodotto da Al Rockett, ma il capo della produzione Winfield Sheehan, rientrato agli studios dopo un periodo di assenza, prese il suo posto e decise di puntare su un regista di origine britannica. Frank Borzage, il cui contratto con la Fox era stato sospeso il 20 giugno 1932 in modo che potesse dirigere Addio alle armi con la Paramount e Segreti con la Mary Pickford Company, fu quindi sostituito da Frank Lloyd. Per scrivere la sceneggiatura venne chiamato dall'Inghilterra il commediografo Reginald Berkeley, ex ufficiale della Rifle Brigade durante la prima guerra mondiale e membro del Parlamento, che lavorò a partire dall'adattamento già scritto da Sonya Levien e S. N. Behrman.
Il 1º luglio Winfield Sheehan scrisse un promemoria di dodici pagine per Lloyd e Berkeley in cui fornì la sua analisi dell'opera ed espose ciò che aveva pianificato di cambiare per la versione cinematografica: «Il tono basso alla fine dello spettacolo teatrale sarebbe dannoso per il film. Lasciate che la fine giunga con lo spirito che si innalza, con fede e speranza e con un'ultima nota spirituale di felicità. Vedo raggi di luce negli effetti fotografici, un risveglio e un'ascensione come nei capolavori biblici illustrati nell'Ascensione di nostro Signore». Il produttore scrisse anche che i dialoghi avrebbero dovuto essere «in un linguaggio semplice e comprensibile a tutti, dai 12 ai 75 anni di età. Tagliate i dialoghi in modo che ogni battuta sia in tema con la storia o faccia ridere. Meno dialoghi ci sono meglio è, ma non dobbiamo perdere nessun punto importante dell'opera».

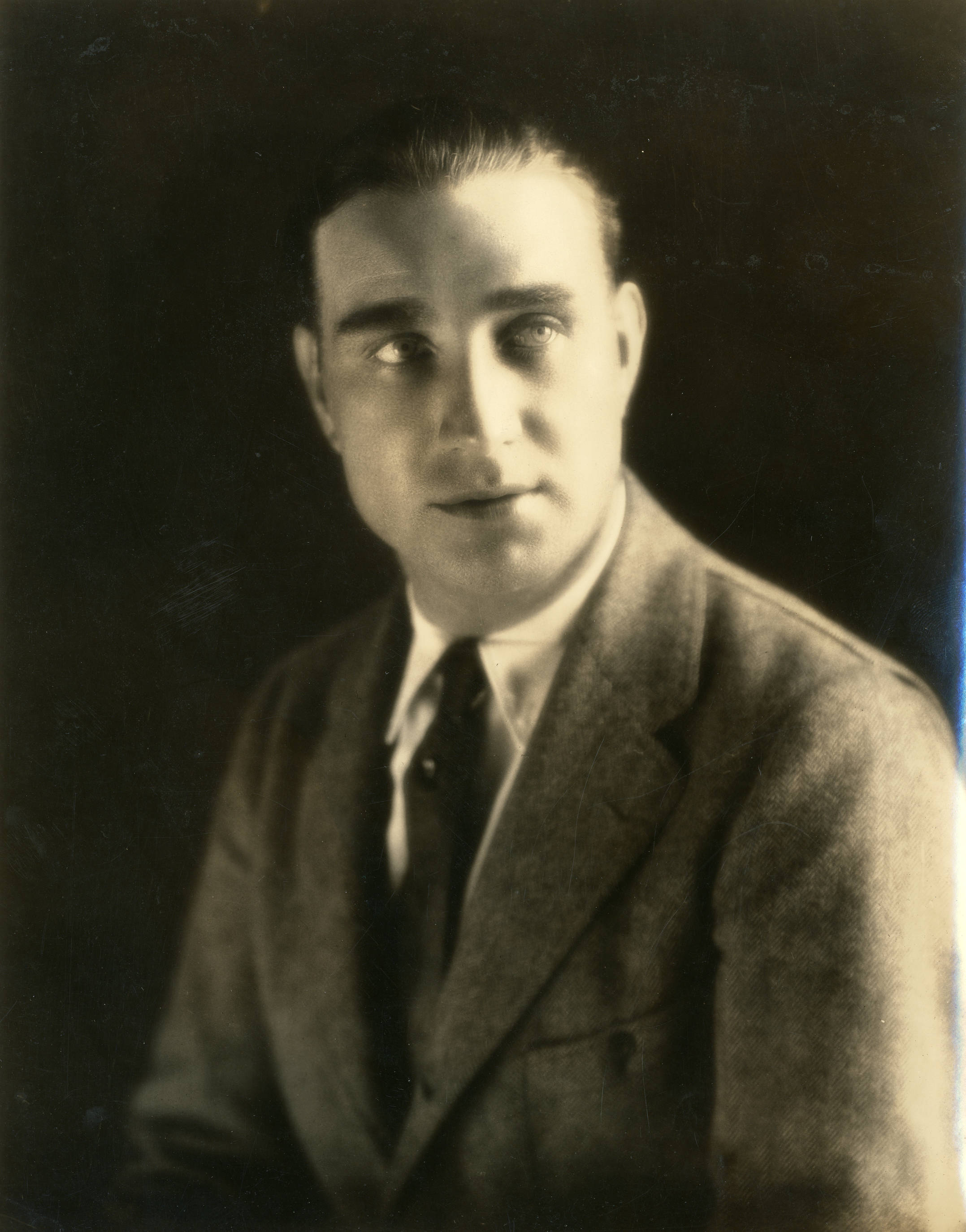
Il regista Frank Lloyd

Infine, Sheenan scrisse che il film avrebbe dovuto essere non solo la storia dell'Inghilterra ma del mondo durante gli anni rappresentati: «Possiamo diffondere in modo conciso la sua importanza con un sapore internazionale per renderlo un'epopea mondiale? Se riusciamo a far sentire al pubblico che il mondo è un buon posto in cui vivere, che c'è felicità e conforto spirituale e un sentimento nel cuore della contentezza e della pace della mente per andare avanti con coraggio e con fede, allora abbiamo realizzato il nostro tema drammatico. Quando gli spettatori lasceranno il cinema dovranno avere un sentimento di coraggio e fede per vedere la stella della speranza e la decisione, come risultato di ciò a cui hanno assistito, di essere coraggiosi, onesti, di buon umore e di buon cuore, con la fiducia che esiste un aldilà, un Essere Supremo e una ricompensa di felicità in futuro».
Il 19 luglio 1932 la Motion Picture Association of America esaminò l'opera che Borzage aveva filmato a Londra e la sceneggiatura finale alla presenza di Sheehan, Lloyd, Berkeley e del direttore di produzione Sol M. Wurtzel. Il 24 settembre, i funzionari della MPAA scrissero a Sheehan lodando la sceneggiatura ma offrendo anche i seguenti suggerimenti: 1) non era opportuno per il personaggio di Jane partecipare alle celebrazioni successive all'assedio di Mafeking; 2) non doveva essere posta troppa enfasi sul ruolo svolto dai soldati americani nella prima guerra mondiale, a causa di un certo risentimento in Inghilterra per il ritardo dell'entrata americana e per il merito presunto che l'America avesse vinto la guerra; 3) le scene finali del crollo virtuale del mondo non avrebbero dovuto includere le attività di gangster, poiché l'Inghilterra non era afflitta da questo problema; 4) parole come "Signore", "inferno" e "maledizione" avrebbero dovuto essere eliminate perché il Codice Hays non avrebbe lasciato scappatoie al riguardo. Lo studio accolse i suggerimenti, tranne l'ultimo. Frank Lloyd informò l'ufficio di William Harrison Hays che non avrebbe potuto eliminare le espressioni incriminate senza gravi danni al film e che effettuare nuove riprese era impossibile perché l'attore coinvolto era già tornato in Inghilterra.

### Cast
Il direttore dei dialoghi George Hadden si recò in Inghilterra per selezionare il cast. Tre delle attrici già presenti nella produzione teatrale, Una O'Connor, Irene Brown e Merle Tottenham, ripresero gli stessi ruoli nel film, mentre a Binnie Barnes non piacque il modo in cui la parte di Fanny Bridges era stata modificata e rifiutò di partecipare, venendo sostituita da Ursula Jeans.
La parte di Jane Marryot venne assegnata a Diana Wynyard, nota sino ad allora come attrice teatrale, dopo che era stata presa in considerazione l'attrice austriaca Elissa Landi, sotto contratto con la Fox.
Oltre ad una giovane Betty Grable (la ragazza bionda sulla carrozza), tra i numerosi attori non accreditati figurano il futuro regista e montatore statunitense Robert Parrish (un boy scout) e noti interpreti teatrali britannici come Lionel Belmore (zio George), Mary Forbes (la Duchessa di Churt), Tom Ricketts (un cameriere) e David Torrence (l'uomo alla conferenza per il disarmo).

### Riprese
Il film fu girato dai primi di ottobre al 29 novembre 1932 negli studi Fox Movietone di Westwood in California, dove furono ricreati numerosi luoghi di riferimento londinesi e britannici tra cui i Kensington Gardens, Trafalgar Square, la Victoria Station, il Gaiety Theatre, il porto di Tilbury e la spiaggia di Margate. La Mason Opera House di Los Angeles venne utilizzata per filmare le scene dell'operetta e altre sequenze furono girate al Rancho Sausal Redondo, sempre a Los Angeles.

## Colonna sonora
Oltre ad alcune composizioni originali di Noël Coward (Girls of the C.I.V., Mirabelle, Twentieth Century Blues, Lover of My Dreams), nel film furono utilizzati più di cinquanta ballate, inni e brani popolari relativi ai vari periodi rappresentati. Tra questi: Auld Lang Syne di Robert Burns, When Johnny Comes Marching Home di Louis Lambert, I Do Like to Be Beside the Seaside di John H. Glover-Kind e It's a Long, Long Way to Tipperary di Jack Judge.

## Distribuzione

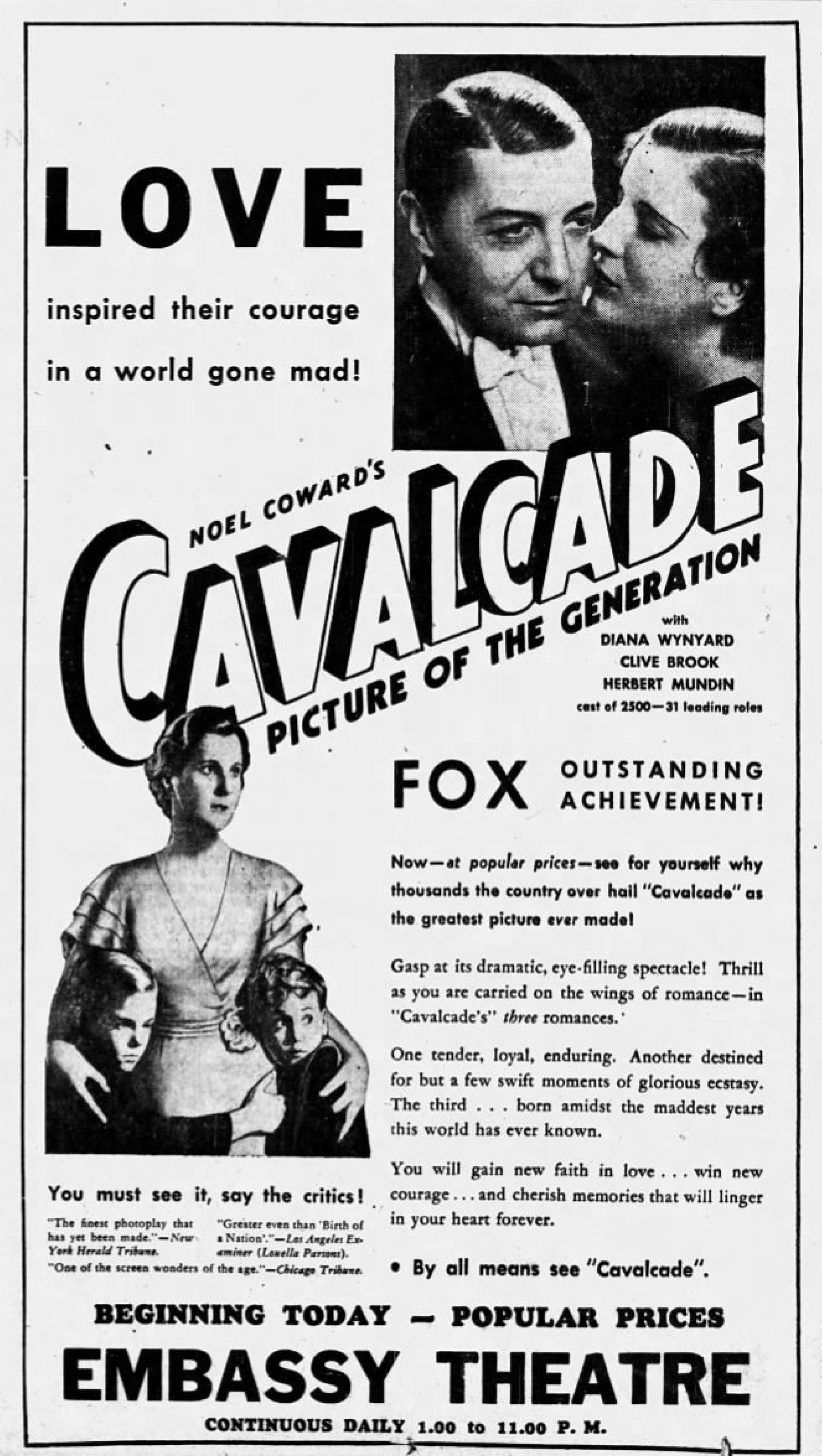
Un manifesto promozionale del film

Cavalcata fu proiettato in anteprima il 5 gennaio 1933 al Gaiety Theatre di New York e fu distribuito in Canada dal successivo 12 febbraio e negli Stati Uniti dal 15 aprile.
Dopo l'uscita del film, Winfield Sheehan ricevette un telegramma in cui Noël Coward espresse il suo entusiasmo per l'adattamento della sua opera: «Ho appena visto Cavalcata e sono profondamente in debito con te. Posso sinceramente dire che il film ha superato le mie più grandi speranze... La storia è stata diretta, adattata e interpretata con un'adesione così sensibile al testo e allo spirito della mia opera che sono doppiamente entusiasta della risposta sia della stampa che del pubblico al tuo brillante risultato. Ti prego di accettare i miei più sentiti ringraziamenti e congratulazioni».

### Date di uscita
- 12 febbraio 1933 in Canada (Cavalcade)
- 15 aprile negli Stati Uniti (Cavalcade)
- 21 aprile in Argentina (Cabalgata)
- 26 maggio in Australia (Cavalcade)
- 16 giugno in Uruguay (Cabalgata)
- 3 settembre in Finlandia (Cavalcade)
- 21 settembre in Danimarca (Cavalcade)
- 2 ottobre in Svezia (Cavalcade)
- 6 ottobre nei Paesi Bassi (Cavalcade)
- 9 ottobre in Spagna (Cabalgata)
- 29 novembre in Ungheria (Felvonulás)
- 15 gennaio 1934 in Portogallo (Cavalgada)
- 13 ottobre 1935 in Turchia (Yürüyüş)

### Edizioni home video
Il film è stato distribuito nel 1993 in VHS e nel 2013 è uscito in doppia versione DVD/Blu-ray, con il commento dello storico del cinema Richard Schickel.

## Accoglienza

### Incassi
Il film incassò complessivamente 3,5 milioni di dollari, a fronte di un costo di produzione di 1,3 milioni, risultando il secondo film sonoro di maggior successo fino a quel momento.

### Critica
Il sito Rotten Tomatoes riporta il 64% di recensioni professionali con giudizio positivo e il seguente consenso critico: «Sebbene recitato in modo solido e piacevole da guardare, Cavalcata manca di coesione e sacrifica la vera emozione per la sdolcinatezza».
Alla sua uscita, Cavalcata ottenne ottime recensioni da parte della critica. La rivista Variety lo definì «un film grande, coraggioso e bellissimo... potente e coinvolgente» ed elogiò le ottime interpretazioni di tutto il cast, in particolare quelle di Diana Wynyard, Clive Brook, Frank Lawton e Herbert Mundin. Anche il critico Mordaunt Hall sottolineò sul New York Times la prova di Clive Brook, Diana Wynyard e Frank Lawton e definì il film "emozionante" e "imponente". «L'atmosfera di Londra e di altri luoghi», scrisse nella recensione, «è stata riprodotta in modo magistrale... In tutte le sue scene c'è una meticolosa attenzione per i dettagli, non solo nelle ambientazioni, tra cui quella di Trafalgar Square durante i festeggiamenti dell'armistizio, ma anche nella selezione degli attori. Si dispiega con un gusto e una misura così notevoli che molti si commuoveranno dopo aver assistito a questa produzione». The Hollywood Reporter parlò di «un eccellente e brillante documento sulla follia e sul conseguente declino della civiltà attraverso le tragedie della guerra. È reso umano e avvincente in virtù della squisita e quasi perfetta interpretazione di Diana Wynyard». Oltre alle performance degli attori, la recensione sottolineò la regia di Frank Lloyd, la fotografia di John F. Seitz e il lavoro del truccatore Charles Dudley («qualcosa da consigliare ad altri studios»).

### Riconoscimenti
- 1934 – Premio Oscar

Miglior film alla Fox Film Corporation
Miglior regista a Frank Lloyd
Migliore scenografia a William S. Darling
Candidatura per la miglior attrice a Diana Wynyard
- 1933 – National Board of Review of Motion Pictures Awards

Top Ten Films
- 1934 – Picturegoer Awards

Medaglia d'oro al miglior attore a Clive Brook

## Altri media
Il 5 ottobre 1955 la CBS trasmise una riduzione televisiva di un'ora di Cavalcata come primo episodio della serie antologica The 20th Century-Fox Hour, con Michael Wilding e Merle Oberon nei ruoli di Robert e Jane Marryot.